# Brigitte Bierlein

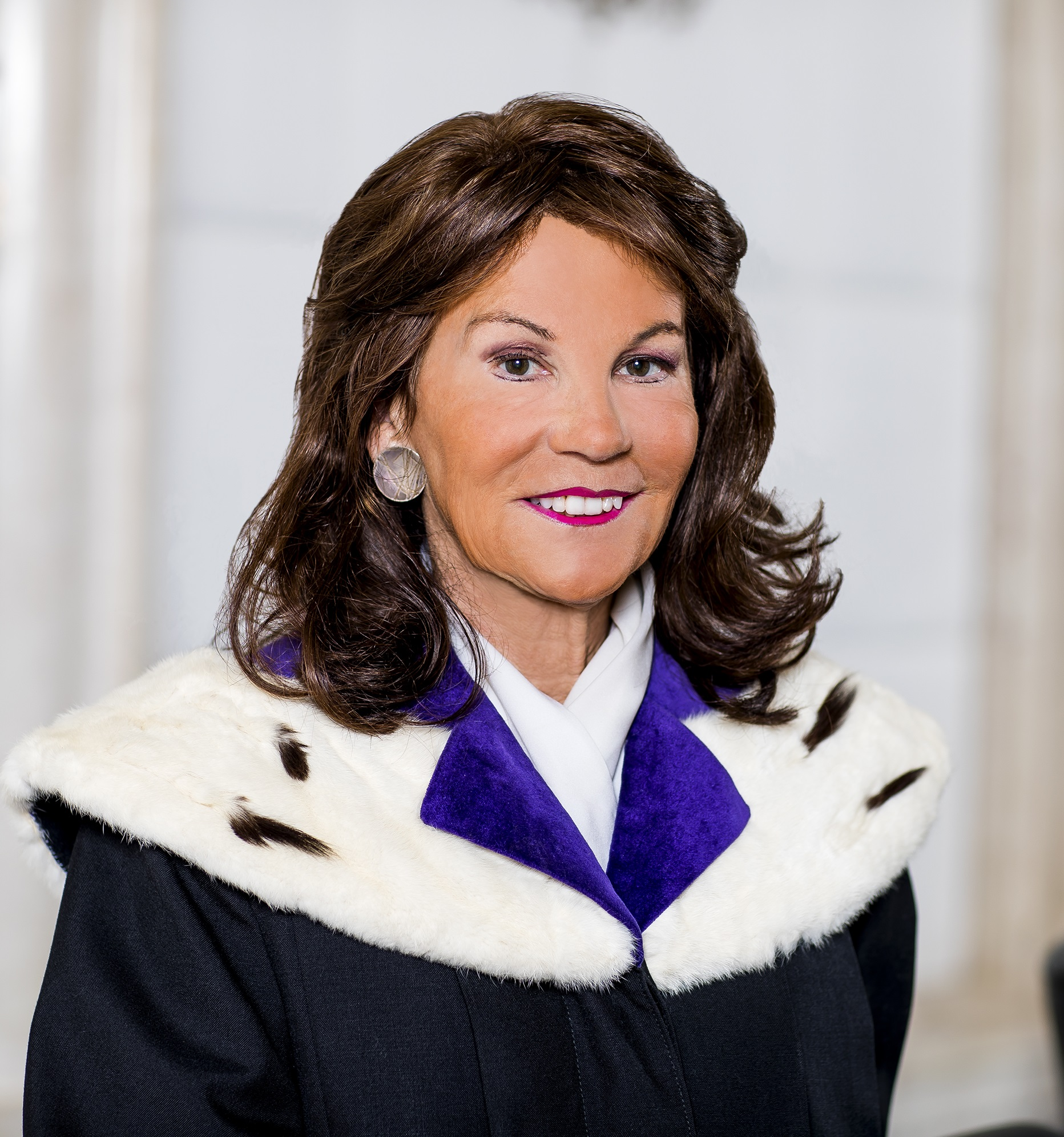
Brigitte Bierlein som chefsdomare i författningsdomstolen 2018.

Brigitte Bierlein, född 25 juni 1949 i Wien, död 3 juni 2024 i Wien, var en österrikisk jurist och domare. Mellan 30 maj 2019 och 7 januari 2020 var hon förbundskansler i landet. Bierlein tillsattes som interimistisk förbundskansler och ledare av övergångsregeringen som ledde landet efter att förbundskansler Sebastian Kurz tvingats bort genom ett misstroendevotum.